# دلفین (صورت فلکی)
دُلفین صورت فلکی جمع‌وجوری است که شکل قابل تشخیصی دارد. ستارهٔ انتهایی دلفین ۲۷۰ سال نوری با ما فاصله دارد.
زمان رسیدن این پیکر آسمانی به نصف‌النهار :۲۴ شهریور مساحت: ۱۸۹ درجه مربع

## افسانه
دلفین از کوچک‌ترین صورت‌های فلکی آسمان است که به لحاظ شکل مشخص آن، از دیرزمان مورد شناسایی قرار گرفته است. اساطیر خیلی کهن حیوانات، دلفین به عنوان دوست و نجات دهنده خدایان و انسان‌ها معرفی شده است

## ستاره‌ها
از ستاره آلفا به نام ذنب الدلفین و بتا به نام ثانی الدلفین در کاتالوگ منتشره در سال ۱۸۱۴ در رصدخانه پالرمو نام برده شده است. طیف ستاره آلفا از نوع B9 V، قدر ۳٫۸ و به فاصله ۱۷۰ سال نوری است. ستاره بتا دارای طیف F5 III، قدر ۳٫۸ و فاصله ۱۱۰ سال نوری از ما قرار گرفته است.

## اجرام عمقی آسمان
ان‌جی‌سی ۶۹۳۴ یک خوشه کروی با قدر ۹ در پهنه ۱٫۵ دقیقه قوسی و فاصله ۵۴۰۰۰ سال نوری است.